# Giovanni Scifoni
Giovanni Scifoni (Roma, 23 maggio 1976) è un attore, drammaturgo e personaggio televisivo italiano.

## Biografia
Quarto di sei figli, incomincia da giovane l'attività artistica studiando musica (pianoforte e canto) e recitazione, ma soprattutto come fumettista.
Nel 1998 si diploma presso l'Accademia nazionale d'arte drammatica.
Subito dopo, compie tournée teatrali con numerosi artisti della scena nazionale: Paolo Poli, Roberto Guicciardini, Sebastiano Lo Monaco, Patrick Rossi Gastaldi, Lorenzo Salveti, Ninni Bruschetta, Pino Manzari, Massimo Foschi, Maddalena Crippa, Giorgio Colangeli e molti altri. Nello stesso periodo, collabora regolarmente, come attore e regista, con gli artisti della compagnia internazionale Gen Rosso.
Nel 2003 esordisce nel cinema con La meglio gioventù, regia di Marco Tullio Giordana, dove interpreta il ruolo di Berto. Nel 2005 esordisce come protagonista della miniserie Mio figlio, regia di Luciano Odorisio, con Lando Buzzanca e Caterina Vertova. A questo seguiranno molti ruoli primari nelle serie TV nazionali.
Nel 2008 è protagonista della miniserie TV Io non dimentico, regia di Luciano Odorisio, e di una puntata della serie tv Don Matteo 6, regia di Elisabetta Marchetti, mentre partecipa su Rai Uno alla terza stagione di Un caso di coscienza, regia di Luigi Perelli. Nel 2010 torna a interpretare il ruolo di Stefano Vivaldi nella serie Io e mio figlio - Nuove storie per il commissario Vivaldi , e nello stesso anno prende parte alla fiction Paura di amare.
Nello stesso anno è il suo primo spettacolo teatrale originale, Le ultime sette parole di Cristo, esordisce a Roma, con molti mesi di repliche alla Cappella Orsini, e in lunga tournée nel resto d'Italia. L'anno successivo, il suo secondo monologo teatrale Guai a voi ricchi è vincitore del Festival Teatri del Sacro.
Nel 2011 prende parte a Un medico in famiglia, nel ruolo dello psicologo Francesco Matteucci. L'anno dopo è a fianco di Gigi Proietti in L'ultimo papa re di Luca Manfredi. Nel 2014 su Rai 1 è il protagonista del film-tv La tempesta, della serie Purché finisca bene, regia di Fabrizio Costa e del film-tv A testa alta - i martiri di Fiesole di Maurizio Zaccaro. È poi di nuovo accanto a Gigi Proietti nella miniserie di Manfredi Una pallottola nel cuore e di Terence Hill in Un passo dal cielo.
Vince il Golden Graal 2011, premio "Astro Nascente del Teatro", con la seguente motivazione: "per la portata innovativa e affascinante del suo tentativo artistico, attoriale, autoriale e registico, per il suo straordinario talento affabulatorio posto al servizio delle domande e dei temi cruciali dell'esistenza, affrontati con la leggerezza del sorriso e la carica eversiva di un'ininterrotta tensione spirituale". L'anno seguente vince la menzione speciale del premio "Teatro per la Memoria 2012".
Nel 2014 è protagonista assieme a Francesca Inaudi di Molto rumore per nulla per la regia di Giancarlo Sepe al Teatro Eliseo di Roma. Pochi mesi dopo vince di nuovo a i "Teatri del Sacro", questa volta come attore, nello spettacolo Il figliol prodigo di Maltauro, insieme con Giorgio Colangeli.
Nello stesso anno viene selezionato come nuovo protagonista della serie Squadra antimafia 7 nel ruolo del vicequestore Davide Tempofosco.
È ospite fisso, con i suoi monologhi teatrali, della trasmissione Beati voi di Alessandro Sortino su TV2000 nel 2015. Dal 2016 al 2018 è di nuovo a fianco di Gigi Proietti e Francesca Inaudi in Una pallottola nel cuore per tutti i sequel della serie.
Esordisce come conduttore televisivo nel 2017 con la trasmissione Beati voi, presentando il nuovo ciclo di puntate insieme con Claudia Benassi. Nello stesso anno vince ancora al Festival Teatri del Sacro con il nuovo testo autografo Santo Piacere - Dio è contento quando godo, con la regia di Vincenzo Incenzo, che nel 2019 diventa il suo spettacolo di maggior successo, replicando a lungo nei maggiori teatri italiani e registrando una inedita serie di tutto esaurito, interrotta solo nel febbraio 2020 dal lockdown dovuto all'emergenza Covid-19, ma ripresa poi nel 2022 e 2023.
Lo stesso anno ha all'attivo anche alcune partecipazioni a le Iene, su Italia 1, come autore e inviato.
Nel 2020, torna nella serie Don Matteo (12), come protagonista della prima puntata, e partecipa alla nuova serie Doc nelle tue mani.
Contemporaneamente, il suo format originale a puntate La mia jungla debutta su Raiplay, la sua prima opera fiction televisiva da autore, regista e interprete, che vince il prestigioso premio internazionale Prix Italia 2020 - come Best Web Fiction.
Il 18 maggio 2021 esce il libro Senza offendere nessuno, edito da Mondadori.
Nel dicembre 2022, Giovanni Scifoni è di nuovo al fianco di Francesca Inaudi in Beginning di David Eldridge, per la regia di Simone Toni. Lo spettacolo debutta il 6 dicembre e viene replicato per tutto il mese.
Nel 2023 il nuovo spettacolo Fra' - la superstar del medioevo, dedicato a San Francesco in occasione degli 800 anni dalla sua nascita, debutta con  grande successo a Roma.
Nel 2024, in occasione dei 50 anni del musical Aggiungi un posto a tavola, viene scelto come nuovo protagonista (Don Silvestro), per la edizione celebrativa,  succedendo a Johnny Dorelli e Gianluca Guidi.

### Vita privata
È sposato dal 2005 con Elisabetta; la coppia ha tre figli.

## Filmografia

### Cinema
- La meglio gioventù, regia di Marco Tullio Giordana (2003)
- Pasolini, la verità nascosta, regia di Federico Bruno (2012)
- Mò Vi Mento - Lira di Achille, regia di Stefania Capobianco e Francesco Gagliardi (2018)
- Cambio tutto!, regia di Guido Chiesa (2020)

### Televisione
- Mio figlio, regia di Luciano Odorisio – miniserie TV  (2005)
- L'onore e il rispetto – serie TV (2006)
- Io non dimentico, regia di Luciano Odorisio – miniserie TV (2008)
- Un caso di coscienza – serie TV (2008)
- Don Matteo – serie TV, episodi 6x04-12x01 (2008-2020)
- Io e mio figlio - Nuove storie per il commissario Vivaldi – serie TV (2010)
- Il peccato e la vergogna – serie TV (2010)
- Un medico in famiglia – serie TV (2011)
- L'ultimo papa re, regia di Luca Manfredi – miniserie TV (2013)
- Paura di amare (serie televisiva) – serie TV (2013)
- Purché finisca bene – serie TV, episodio 1x05 (2014)
- A testa alta - I martiri di Fiesole, regia di Maurizio Zaccaro – film TV (2014)
- Una pallottola nel cuore – serie TV (2014-2018)
- Un passo dal cielo – serie TV (2015)
- Squadra antimafia - Palermo oggi – serie TV, 11 episodi (2016)
- Doc - Nelle tue mani – serie TV (2020-2024)
- Leonardo – serie TV, episodi 1x05-1x07-1x08 (2021)
- Il giro del mondo in 80 giorni (Around the World in 80 Days) – serie TV (2021)
- Fosca Innocenti – serie TV (2023)
- Viola come il mare, – serie TV (2024)
- Che Dio ci aiuti – serie TV, 20 episodi (2025)

## Web

### Serie
- Santodelgiorno (2017-) Facebook - Autore, regista e interprete
- La mia jungla (2020) Raiplay - Autore, regista e interprete
- TAMAM (2022) - Facebook, YouTube, Instagram - Autore, regista e interprete
- 3 voci di dentro - Raiplay - interprete.  Testo di Stefano Valanzuolo, regia di Andrea Antolini, Diego Morresi e Alessandro Tarabelli,

### Minivideo
- Poveri Cristi: Quando la politica diventa calcetto (2019) - Facebook  - Autore, regista e interprete
- Siamo Enea (2020) - Facebook, YouTube, Instagram - Autore, regista e interprete
- Nella mente dello Smart Worker (2020) - Facebook YouTube, Instagram-  Autore, regista e interprete
- Quando telo becchi (2021) - Facebook, YouTube, Instagram - Autore, regista e interprete
- Leader Cheap (2021) - Facebook, YouTube, Instagram-  Autore, regista e interprete
- Siamo Tornati  (2022)- Facebook, YouTube, Instagram -  Autore, regista e interprete
- Il Ritorno  (2023)- Facebook, YouTube, Instagram -  Autore, regista e interprete

## Radio e Podcast
- Miti, eroi e merendine (2021) RTL - Podcast - Autore, regista e interprete
- Save the Genitori (2022) Apple - Podcast - Conduttore

## Programmi televisivi
- Beati voi (2017-2019) TV2000 - Conduzione
- Le Iene (2018) Italia Uno - Inviato e autore

## Teatrografia

### Monologhi originali
- Le ultime sette parole di Cristo, testo e regia di Giovanni Scifoni (2009)
- Guai a voi ricchi, testo e regia di Giovanni Scifoni (2011)
- Santo Piacere, testo di Giovanni Scifoni, regia di Vincenzo Incenzo (2017)
- Ago, testo e regia di Giovanni Scifoni (2018)
- Mani Bucate, testo e regia di Giovanni Scifoni (2019)
- Anche i Santi hanno i brufoli, testo e regia di Giovanni Scifoni (2021)
- Miti, eroi e merendine - lo spettacolo, testo di Giovanni Scifoni e Christian Raimo, regia di Giovanni Scifoni (2022)
- Fra', testo di Giovanni Scifoni, regia di Francesco Brandi (2023)

### Altri spettacoli principali come attore/regista
- Inferno, regia di Lorenzo Salveti (1997)
- Jesus Christ Superstar, di Andrew Lloyd Webber  e Tim Rice, regia di Claudio Segatori e Giovanni Scifoni (1998-2004)
- Caterina de' Medici, regia di Paolo Poli (1998-2000)
- Graal, da Chrétien de Troyes, regia di Giorgio Barberio Corsetti (2000)
- Antonio e Cleopatra di William Shakespeare, regia di Ninni Bruschetta (2000)
- Ronde bis di Eric Bentley, regia di Patrick Rossi Gastaldi (2001)
- Alleluia brava gente di Garinei e Giovannini, regia di Giovanni Scifoni (2002)
- Enrico IV di Luigi Pirandello, regia di Roberto Guicciardini (2001-2003)
- La roccia, di Thomas Stearns Eliot, regia di Pino Manzari (2006)
- Una città che ti assomiglia, di Gen Rosso, regia di Giovanni Scifoni (2007)
- Absolut, regia di Marco Maltauro (2009)
- Goethe off, regia di Marco Maltauro (2009)
- Il re dei pezzenti di Israel Zangwill, regia di Marco Maltauro (2009)
- Il figliol prodigo, testo e regia di Marco Maltauro (2013)
- Molto rumore per nulla di William Shakespeare, regia di Giancarlo Sepe (2014)
- Un canto di Natale di Charles Dickens, regia di Giovanni Scifoni (2015)
- I miserabili di Victor Hugo, regia di Giovanni Scifoni (2016)
- Ingresso indipendente di Maurizio De Giovanni, regia di Vincenzo Incenzo (2016-2018)
- Contro Don Abbondio - Letture dai Promessi Sposi di Alessandro Manzoni (2019)
- Beginning di David Eldridge, regia di Simone Toni (2022-)
- Aggiungi un posto a tavola,  di Garinei e Giovannini regia di Marco Simeoli (2024)

## Libri
- Prima non c'ero poi c'ero, 2009, edito da Ce.F.E.S.
- Senza offendere nessuno, 2021, edito da Mondadori.

## Premi
- Cine Festival Salerno (2006)
- Golden Graal (2011) - Premio "Astro Nascente del Teatro"
- Teatri del Sacro (2011, 2017)
- Teatro per la Memoria (2012)
- Premio Nazionale Mediterraneo (2014)
- Magna Grecia Awards (2016) - Premio Talia
- Premio Euanghelion (2019)
- Prix Italia 2020 - Best Web Fiction